# Editionsrichtlinie
Eine Editionsrichtlinie ist ein Katalog von fachwissenschaftlich begründeten Regeln, wie bei der Edition eines Textes zu verfahren ist. Editionsrichtlinien dienen dabei der Vorbereitung einer gedruckten (oder online verfügbaren) Ausgabe eines Textkorpus. Eine Editionsrichtlinie enthält unter anderem Transkriptionsrichtlinien, welche angeben, wie das in einem oder mehreren Textzeugen vorgefundene Schriftbild eines Manuskripts oder einer alten Druckausgabe bzw. eines Handexemplars wiedergeben werden soll. Eine Editionsrichtlinie kann darüber hinaus noch Festsetzungen treffen, etwa was die Auswahl von und den Umgang mit verschiedenen Textzeugen, den Umgang mit abweichenden Auflagen, die Einbindung referenzierter und referenzierender Texte oder den Registerapparat betrifft. Bei der reinen Transkription wird die Zeichensetzung unverändert übernommen, was im Rahmen einer Editionsrichtlinie nicht der Fall ist. Hier wird sie an den heutigen Gebrauch angepasst.

## Geschichtswissenschaft
In der Geschichtswissenschaft des 19. Jahrhunderts haben bei der Edition von Urkunden vor allem die Monumenta Germaniae Historica Maßstäbe gesetzt. Einflussreich wurden die Richtlinien der Deutschen Reichstagsakten, die auf eine konsequente Normalisierung der spätmittelalterlichen Schreibweisen setzten.
1962 publizierte Johannes Schultze – als Neufassung eines Textes von 1930 – die Richtlinien für die äußere Textgestaltung bei Herausgabe von Quellen zur neueren deutschen Geschichte. Sie wurden zum Maßstab für unzählige historische Editionen, haben aber durch ihre weitgehende Normalisierung heftige Kritik vonseiten der Literaturwissenschaft hervorgerufen. Daher wurden 1980 durch die AHF Empfehlungen zur Edition frühneuzeitlicher Texte publiziert, die eine stärkere Orientierung an der sprachlichen Gestalt der Vorlage für angemessen halten.
Hatte Schultze bei der Doppelkonsonanz bedenkenlose Streichung der aus heutiger Sicht überzähligen Konsonanten empfohlen, so steht in den AHF-Empfehlungen unter Punkt 5.4: Der Bestand von Konsonanten wird in der Regel bewahrt. Abgesehen von Eigennamen werden aber auch nach den AHF-Empfehlungen i, j, u, v und w entsprechend dem Lautwert wiedergegeben (also und nicht vnd, zu nicht zw).

## Altgermanistik
Viele mittelhochdeutsche Texte liegen nur in sehr viel späterer Überlieferung vor, weshalb man sie in ein normalisiertes Mittelhochdeutsch rückübersetzt hat. Solche Editionen werden vereinzelt auch heute noch veröffentlicht, doch hat sich allgemein das Prinzip der Leithandschrift durchgesetzt, die man wortgetreu wiedergibt. Traditionell versucht die Germanistik sehr viel akribischer den handschriftlichen Befund im Druck nachzubilden (etwa durch Beibehaltung der Unterscheidung von langem und rundem s). 

## Neuere Germanistik
Viele für ein breites Publikum bestimmte Klassiker-Ausgaben normalisieren die Schreibweise (schreiben also z. B. Not statt Noth, bei statt bey).

## Epigraphik
Für Inschriften existieren eigene Editionsrichtlinien, wie z. B. für Inschriften der Antike das Leidener Klammersystem oder die Editionsprinzipien der Deutschen Inschriften für Inschriften des Mittelalters und der Frühen Neuzeit.